# 京都府道494号綾部大江線
京都府道494号綾部大江線（きょうとふどう494ごう あやべおおえせん）は、京都府綾部市から福知山市に至る一般府道である。

## 概要
綾部市有岡町から福知山市大江町三河に至る。
綾部市上八田町から篠田町まで（八重坂峠）、および綾部市西方町から福知山市大江町市原谷まで（市原峠）が未開通区間となっている。

### 路線データ
- 起点：綾部市有岡町（綾部IC交差点、舞鶴若狭自動車道 綾部IC、京都府道77号綾部インター線終点）
- 終点：福知山市大江町三河（三河橋北交差点、国道175号交点）

## 歴史
- 1993年（平成5年）5月11日 - 建設省から、府道志賀郷綾部本町線の一部を綾部インター線として主要地方道に指定される[1]。
- 1994年（平成6年）4月1日 - 京都府が同日に廃止となった京都府道166号志賀郷綾部本町線を廃止するかたちで京都府道166号志賀郷綾部本町線の残部を本路線に認定[2]。

## 路線状況

### バイパス
- 綾部市西方町付近
- 福知山市大江町二箇付近（有路下橋付近）

### 重複区間
- 京都府道485号物部梅迫停車場線（綾部市上八田町・佐里交差点 - 綾部市七百石町・七百石交差点）
- 京都府道486号篠田七百石線（綾部市七百石町・七百石交差点 - 綾部市七百石町）
- 京都府道490号物部西舞鶴線（綾部市志賀郷町・志賀郷交差点 - 綾部市西方町・八丁交差点）
- 京都府道55号舞鶴福知山線（福知山市大江町二箇・二箇下交差点 - 福知山市大江町二箇・三河橋南交差点）

### 道路施設

#### 橋梁
- 三河橋（由良川、福知山市）

## 地理

### 通過する自治体
- 綾部市
- 福知山市

### 交差する道路
| 交差する道路                                                                      | 市町村名 | 交差する場所 | 交差する場所                 |
| --------------------------------------------------------------------------------- | -------- | ------------ | ---------------------------- |
| E27 舞鶴若狭自動車道 京都府道77号綾部インター線                                   | 綾部市   | 有岡町       | 綾部IC交差点 / 起点 5 綾部IC |
| 京都府道485号物部梅迫停車場線 重複区間起点                                        | 綾部市   | 上八田町     | 佐里交差点                   |
| 京都府道484号淵垣上八田線                                                         | 綾部市   | 上八田町     | 上八田交差点                 |
| 京都府道485号物部梅迫停車場線 重複区間終点 京都府道486号篠田七百石線 重複区間起点 | 綾部市   | 七百石町     | 七百石交差点                 |
| 京都府道486号篠田七百石線 重複区間終点                                            | 綾部市   | 七百石町     |                              |
| 京都府道486号篠田七百石線                                                         | 綾部市   | 篠田町       |                              |
| 京都府道490号物部西舞鶴線 重複区間起点                                            | 綾部市   | 志賀郷町     | 志賀郷交差点                 |
| 京都府道490号物部西舞鶴線 重複区間終点                                            | 綾部市   | 西方町       | 八丁交差点                   |
| 未開通区間                                                                        |          |              |                              |
| 京都府道55号舞鶴福知山線 重複区間起点                                             | 福知山市 | 大江町二箇   | 二箇下交差点                 |
| 京都府道55号舞鶴福知山線 重複区間終点                                             | 福知山市 | 大江町二箇   | 三河橋南交差点               |
| 国道175号                                                                         | 福知山市 | 大江町三河   | 三河橋北交差点 / 終点        |

### 沿線
- 河北栗園
- 綾部工業団地
- 龍寶寺
- 篠田神社
- 綾部市立志賀小学校
- 志賀郷郵便局
- 宝満寺

### 峠
- 八重坂峠（綾部市）
- 市原峠（綾部市 - 福知山市）